# Língua lomué
A língua lomué ou lómue (em lomué: lomwe, Lowe ou eLomwe), também conhecida como macua ocidental, é a quarta maior língua em Moçambique. Pertence com o macua ao grupo de línguas bantas da parte norte do país. 
O macua (Nampula, etc.) é separada por uma grande área de língua lomué e do chuabo relacionado, embora vizinhos macuas e chuabos em uma zona mais costeira. Ao sul, o sena, em vez relacionado mais distante deve ser atribuído a um grupo com o nianja/cheua, enquanto um grupo distinto seria o que inclui o ajaua, o maconde e o muera é encontrado ao norte.
Para além das variações regionais encontradas, o lomué usa ch onde tt aparece em ortografia do macua: por exemplo emakhuwa Mirette ("remédio") corresponde a elomwe mireche, emakhuwa murrutthu ("cadáver") para elomwe miruchu, emakhuwa otthapa ("alegria") para elomwe ochapa.
Uma forma mutuamente ininteligível contendo elementos de cheua, o lomué malauiano, é falada no Maláui. Maho (2009) separa o Ngulu (Mihavane) como uma língua separada, próxima do lomué do Maláui.